# Tygiel (kwartalnik)
 Tygiel  – ogólnopolskie czasopismo społeczno-kulturalne wydawane w Elblągu. Ukazuje się od 1991 roku. Założycielem pisma i pierwszym, długoletnim redaktorem naczelnym był Ryszard Tomczyk, następnie pismem kierował Zbigniew Tomasz Szmurło. Obecnie redaktorem naczelnym jest Janusz Wrocławski. Do tej pory ukazało się 75 numerów pisma. Tygiel jest czasopismem niezależnym - obecnie utrzymuje się z dotacji oraz dobrowolnych wpłat. Przez pewien czas był wspierany finansowo przez Urząd Miejski w Elblągu. Jest uznawany za jedyne w regionie elbląskim pismo społeczno-kulturalne.
W ciągu 24 lat istnienia na łamach pisma gościło ponad 150 autorów. Z pismem stale współpracują m.in.: Ryszard Tomczyk,  Mieczysław Lenckowski, Lech Brywczyński, Dariusz Tomasz Lebioda, Lech Lele Przychodzki. Na łamach pisma gościli tacy twórcy jak: Ernest Bryll, Zdzisław Antolski, Beata Patrycja Klary, Aleksander Nawrocki, Krystyna Rodowska, Jan Tulik, ks. Stefan Ewertowski.

## Działalność pozawydawnicza

### Salonik Tygla
Cykliczne spotkania z zaproszonymi gośćmi.

### Ogólnopolski Konkurs Poetycki im. Henryka Nitschmanna
Pierwsza edycja w roku 2014.